# Пойманга
Пойманга — река в Вологодской и Костромской областях России.
Протекает по территории Бабушкинского и Чухломского районов. Впадает в реку Иду в 27 км от её устья по левому берегу. Длина реки составляет 23 км, площадь водосборного бассейна — 82,8 км².

## Данные водного реестра
По данным государственного водного реестра России относится к Верхневолжскому бассейновому округу, водохозяйственный участок реки — Унжа от истока и до устья, речной подбассейн реки — Бассей притоков Волги ниже Рыбинского водохранилища до впадения Оки. Речной бассейн реки — (Верхняя) Волга до Куйбышевского водохранилища (без бассейна Оки).
Код объекта в государственном водном реестре — 08010300312110000015136.